# Reckless Love
Reckless Love é uma banda finlandesa de glam rock, fundada em 2001 em Kuopio, Finlândia. Em fevereiro de 2010, eles lançaram seu primeiro álbum chamado Reckless Love, que alcançou o número 13 nas paradas finlandesas.

## História
A banda começou sua carreira com o nome de "Reckless Life", na qual inicialmente tocava covers do Guns N' Roses. Sem sucesso com os covers, eles começaram a escrever suas próprias músicas, e ganharam a Competição de Bandas de Kuopio de 2004.
Como parte do Projeto Popcity Kuopio de 2005, o Reckless Love, junto com Rainbow Crash, Svat e Sideshow Zombies fizeram uma turnê escandinava, visitando a Suécia, a Noruega e a Dinamarca.
Em 2007, a banda viu Olli Herman (também conhecido como H. Olliver Twisted) virar cantor da banda Crashdïet, pois seu vocalista (Dave Lepard) cometeu suicídio em janeiro de 2006. Um ano e meio depois, Herman volta ao Reckless Love. Em janeiro de 2009, o website do Reckless Love anuncia que o baterista Mike Harley iria deixar a banda. Pouco depois de uma semana haviam encontrado um substítuto: Hessu Ma
xx.

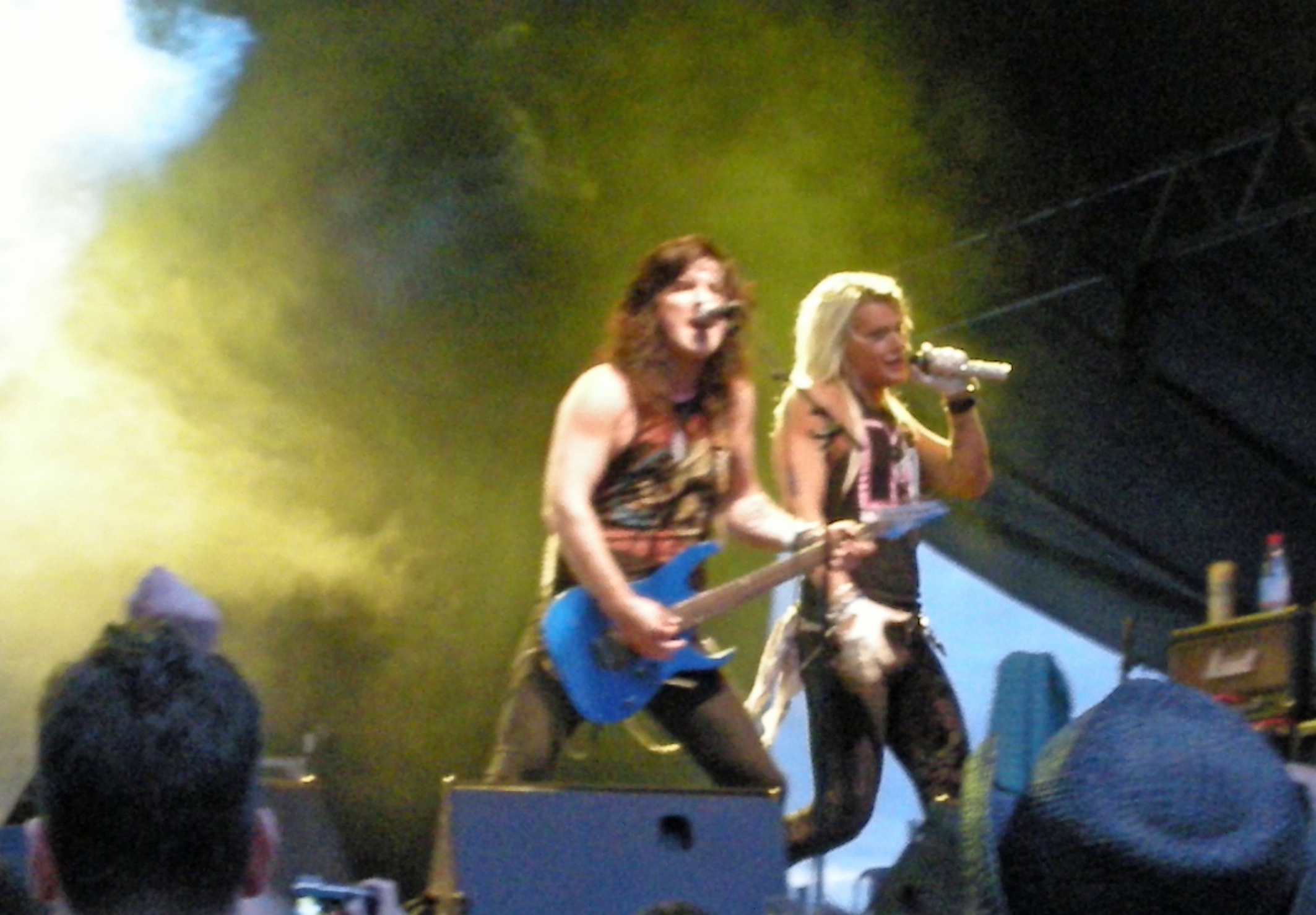
A banda ao vivo no Skogsröjet festival, Rejmyre, Suécia, 2012.

O estilo musical da banda havia mudado entre os anos, e, finalmente, em 23 de abril de 2009, um contrato de gravação com a Universal Music foi feito. Em julho de 2009, Reckless Love lançou seu primeiro single, "One More Time". O seu segundo single, "Beautiful Bomb", lançado em 15 de outubro de 2009. A banda também lançou um clipe para este single. Em 20 de fevereiro de 2010, o terceiro single e o segundo clipe da banda foram lançados com "Romance". Quatro dias depois, o álbum de estreia, "Reckless Love", foi lançado.
O segundo álbum da banda foi Animal Attraction que foi lançado em 5 de outubro de 2011. O primeiro single "Hot" foi lançado em 18 de abril de 2011 e o single "Animal Attraction" foi lançado em 12 de setembro de 2011.

## Membros da banda

### Atuais
- Olli Herman - vocais (2001-presente)
- Pepe Salohalme - guitarra (2001-presente)
- Jalle Verne - baixo (2001-presente)
- Hessu Maxx - bateria (2009-presente)

### Antigos
- Mike Harley - bateria (2004-2009)
- Zam Ryder - bateria (2001-2004)

## Discografia

### Álbuns
- 2010: Reckless Love
- 2011: Animal Attraction
- 2013: Spirit
- 2016: InVader
- 2022: Turborider

### Singles/EP's
- 2004: "So Yeah!!"
- 2005: "TKO"
- 2005: "Light But Heavy" (Popcity)
- 2006: "Speed Princess"
- 2009: "One More Time"
- 2009: "Beautiful Bomb"
- 2010: "Romance"
- 2010: "Badass/Get Electric"
- 2010: "Back to Paradise"
- 2011: "Hot"
- 2011: "Animal Attraction"
- 2012: "On the Radio"
- 2012: "Born to Break Your Heart"
- 2013: "Night On Fire"
- 2013: "So Happy I Could Die"
- 2014: "Edge Of Our Dreams"
- 2014: "Outlaw/Die Hard"
- 2015: "Keep It Up All Night"
- 2016: "Monster"
- 2020: "Loaded"
- 2021: "Outrun"
- 2021: "Eyes Of A Maniac"
- 2022: "Turborider"

### Vídeos
- 2009: "One More Time"
- 2009: "Beautiful Bomb"
- 2010: "Romance"
- 2010: "Badass"
- 2010: "Back To Paradise"
- 2011: "Hot"
- 2011: "Animal Attraction"
- 2012: "On The Radio"
- 2013: "Night On Fire"
- 2013: "So Happy I Could Die"
- 2016: "Monster"
- 2016: "We Are The Weekend"
- 2021: "Outrun"
- 2022: "Turborider"